# Etimologia dei toponimi italiani
In Italia esistono circa 8.000 comuni, cui si aggiungono moltissime altre località minori. Lo studio dei loro nomi, toponimi, è un mezzo fondamentale per altre discipline come la storia, la glottologia e l'antropologia.
Di seguito l'analisi delle principali categorie di toponimi.

## Toponimi per suffisso

### Suffisso in-anoo-ana
Di origine latina, i suffissi -ano e -ana sono diffusi in tutta Italia. Si tratta di un tipico modo di formare l'aggettivo a partire da un sostantivo, ed era molto usato nelle zone della centuriazione per indicare i poderi o in generale i possedimenti di qualcuno (antroponimo), spesso ottenuti dopo il congedo militare (praedium, da cui l'aggettivo prediale). Ad esempio Settignano era [il podere] "di Septimius", Caiano "di Caius", ecc. Altre volte l'aggettivo nasceva da altri sostantivi, come Favignana, "isola del vento favonio". 
Il suffisso fu molto usato anche nel Medioevo, per dare nomi a castra e castelli, a partire da vari sostantivi. 
Da non confondere con il suffisso -planum o -lanum all'origine di toponimi come Mediolanum (Milano).

### Suffisso in-ate
I toponimi con suffisso in -ate sono numerosi soprattutto in Lombardia centro-occidentale, nel Piemonte orientale e nel Canton Ticino meridionale, si riferiscono a circa centoventi comuni, ma vanno menzionate alcune eccezioni geografiche, l'esempio più eclatante è riferito a una città del centro-sud Italia, di grandi dimensioni e capoluogo di provincia, ossia l'antica Teate (oggi Chieti), in Abruzzo. Inoltre sono da menzionare alcuni centri minori nel sud Italia, quali Balestrate (Sicilia) e Roiate (Lazio): si tratta per lo più di comuni medio-piccoli e talvolta anche di frazioni.
Il suffisso in -ate ha valore aggettivale e di solito indica appartenenza a una persona o una famiglia o ad un elemento geografico (Lambrate, Brembate, Seriate), l'appartenenza a una persona è ad esempio valida per comuni come Galbiate, Gallarate, Tradate, Linate, Teate, che rimandano a un Galbius (Galbio), Galerius (Galerio), Theodorus (Teodoro), Linus (Lino), Teti (la dea Teti), però questa regola non è sempre valida; ad esempio Segrate deriva dal Latino secalis (segale), Vimercate da mercato, Acquate da aqua (acqua, riferito all'irrigazione dei campi) e Vignate da vigna. 
Il glottologo Gerhard Rohlfs studiò 245 toponimi in -ate in Italia settentrionale. 
- 168, ossia il 68,57%, si trovano nelle tre province centrali di Milano, Como, Varese e nel Ticino;
- 30 (12,24%) nelle province orientali di Bergamo e Brescia;
- 9 (3,67%) nella provincia sud-occidentale di Pavia;
- 17 (6,94%) in quella di Novara;
- pochi casi nelle province di Sondrio, Cremona, Mantova, Torino (inclusa la zona di Ivrea), Alessandria, Asti, Cuneo.

### Suffisso in-agoo-aco
I comuni con suffisso in -ago o -aco sono diffusi soprattutto nelle regioni originariamente abitate da popolazioni celtiche, come la Liguria e la Lombardia (es. Zignago). Questi suffissi derivano infatti dalle antiche denominazioni celtiche.

### Suffisso in-ascoo-asca
Le località con suffisso in -asco o -asca sono concentrate nelle zone popolate dagli antichi Liguri, cioè:
- Liguria
- Piemonte (a sud di Torino)
- Lombardia (a sud di Milano)
- Emilia-Romagna (a ovest di Parma)
- Corsica
- Isola d'Elba

Nell'antica lingua ligure il suffisso segnalava la presenza di un corso d'acqua.
Alcuni esempi sono Carasco, Bogliasco, Borzonasca e Langasco.

### Suffisso in-etao-eto
Passati dal latino fino all'italiano moderno, i suffissi -eta ed -eto indicano i gruppi arborei (come pineta, da pinus). Si riconoscono in toponimi come Farneta (bosco di faggi) o Rovereto (bosco di rovere), ecc.